# Byrsochernes
Byrsochernes es un género de pseudoescorpiones de la familia de los Chernetidae.

## Distribución
Las especies de este género se encuentran en la zona central de América.

## Lista de especies
Según Pseudoscorpions of the World 1.2 :
- Byrsochernes caribicus Beier, 1976
- Byrsochernes ecuadoricus Beier, 1959

## Publicación original
- Beier, 1959 : Zur Kenntnis der Pseudoscorpioniden-Fauna de los Andengebietes. Beiträge zur Neotropischen Fauna, vol. 1, p. 185-228.